# 50.ª División (Ejército Popular de la República)
La 50.ª División fue una de las divisiones del Ejército Popular de la República que se organizaron durante la guerra civil española sobre la base de las Brigadas Mixtas. Estuvo desplegada en el frente de Levante.

## Historial
Durante 1937 en el frente Norte ya había existido una división que empleó esta numeración.
En la primavera de 1938, en el seno del XX Cuerpo de Ejército, se creó una división que recibió la numeración «50». Tras integrar en su seno a las brigadas mixtas 203.ª, 204.ª y 205.ª, fue enviada al frente de Levante para hacer frente a la ofensiva franquista que trataba de conquistar Valencia. Posteriormente sería asignada al XXI Cuerpo de Ejército. Permaneció en el frente de Levante hasta el final de la contienda, sin participar en operaciones militares de relevancia.

## Mandos
Comandantes
- teniente coronel de infantería Julián del Castillo Sánchez;[6]
- mayor de milicias José Castelló Manzano;[5]

Comisarios
- Carlos del Toro Gallego, del PCE;[7]

Jefes de Estado Mayor
- mayor de milicias José García Benedito;

## Orden de batalla
| Fecha               | Cuerpo de Ejército adscrito | Brigadas Mixtas integradas | Frente de batalla |
| ------------------- | --------------------------- | -------------------------- | ----------------- |
| 30 de abril de 1938 | XX Cuerpo de Ejército       | 186.ª, 187.ª y 188.ª       | Reserva general   |
| 17 de mayo de 1938  | XX Cuerpo de Ejército       | 203.ª, 204.ª y 205.ª       | Levante           |
| Agosto de 1938      | XXI Cuerpo de Ejército      | 195.ª, 204.ª y 205.ª       | Levante           |